# Mesnilomyia longicornis
Mesnilomyia longicornis är en tvåvingeart som beskrevs av Kugler 1972. Mesnilomyia longicornis ingår i släktet Mesnilomyia och familjen parasitflugor. Inga underarter finns listade i Catalogue of Life.